# Oregon Route 551
Az Oregon Route 551 (OR-551) egy oregoni állami országút, amely észak–déli irányban a 99E út Hubbardtől északkeletre fekvő rámpáitól az Interstate 5 Wilsonville-től délre található csomópontjáig halad.
A szakasz Wilsonville–Hubbard Highway No. 51 néven is ismert.

## Leírás
A szakasz Hubbard és Aurora között félúton ágazik le a 99E útról északi irányban. Miután elhaladt az aurorai repülőtér mellett, a pálya a Charbonneau golfklubnál az Interstate 5-be torkollik.